# Midnight at the Lost and Found
Midnight at the Lost and Found (engl. für: „Um Mitternacht im Fundbüro“) ist Meat Loafs drittes Studioalbum, das 1983 als Nachfolger zu Dead Ringer erschien. Es war das letzte Album unter dem Label Epic Records bis zur Veröffentlichung von The Very Best of Meat Loaf im Jahr 1998.

## Hintergrund
Nach den Streitigkeiten zwischen Meat Loaf und seinem früheren Songwriter Jim Steinman trennten sich ihre Wege, Meat Loaf war jedoch vertraglich verpflichtet ein neues Album zu veröffentlichen. Trotz der Differenzen bot Steinman Total Eclipse of the Heart und Making Love (Out of Nothing at All) für das Album an, aber Meat Loafs Plattenfirma weigerte sich, Steinman dafür zu bezahlen. Steinmans Songs wurden dann Bonnie Tyler bzw. Air Supply gegeben und feierten große Erfolge. Meat Loaf sagte in einem Interview: „Die Plattenfirma war zu dieser Zeit Anti-Steinman eingestellt, ich war Anti-Plattenfirma. Also waren wir quitt“.
Nach den langanhaltenden Streitigkeiten zwischen Meat Loaf und Steinman, bei denen eine Einigung nicht in Sicht war (am Ende verklagten sie sich gegenseitig), war Meat Loaf gezwungen Songwriter zu suchen und auch selbst Lieder zu schreiben. Meat Loaf ist als Autor mehrerer Songs auf dem Album aufgelistet, inklusive des Titellieds. Jedoch gestand Meat Loaf später, dass er als Songschreiber schlecht sei und das Album viele als mies empfanden. Die Fans waren enttäuscht zu sehen, dass die ikonischen Bilder der Cover von Bat out of Hell und Dead Ringer durch ein Schwarz-Weiß-Foto von Meat Loaf ersetzt wurde, während auf späteren Veröffentlichungen ein Farbfoto eines schreienden Meat Loafs verwendet wurde.

## Titelliste
1. Razor's Edge – 4:07 (Steve Buslowe/Paul Christie/Mark Doyle/Meat Loaf)
2. Midnight at the Lost and Found – 3:36 (Steve Buslowe/Paul Christie/Dan Peyronel/Meat Loaf)
3. Wolf at Your Door – 4:05 (Steve Buslowe/Leslie Aday)
4. Keep Driving – 3:30 (Paul Christie/Paul Jacobs/Meat Loaf)
5. The Promised Land – 2:44 (Chuck Berry)
6. You Never Can Be Too Sure About the Girl – 4:28 (Steve Buslowe/Meat Loaf)
7. Priscilla – 3:33 (Paul Jacobs/Sarah Durkee)
8. Don't You Look at Me Like That – 3:27 (Marshall James Styler)
9. If You Really Want To – 3:38 (Ted Neeley/George Meyer)
10. Fallen Angel – 3:38 (Dick Wagner)

## Singleauskopplungen
Razor's Edge, If You Really Want To und das Titellied wurden als Single ausgekoppelt, aber keine erreichte eine Spitzenposition der Charts. Midnight at the Lost and Found ist eines der ganz wenigen Lieder aus den 1980ern, die auf dem Album The Very Best of Meat Loaf zu hören sind.

## Mitwirkende
- Meat Loaf – Gesang
- Mark Doyle – Gitarre, Klavier (Titel 1, 2, 4), Bass (Titel 4), Synthesizer (Titel 9), Gesang (Titel 4, 5)
- Rick Derringer – Gitarre (Titel 2, 3, 4, 6, 7, 8, 9), Bass (Titel 7)
- Tom Edmonds – Gitarre (Titel 4)
- Gary Rossington – Gitarre (Titel 8)
- Steve Buslowe – Bass
- Paul Jacobs – Klavier (Titel 3, 5, 6, 8, 9, 10)
- Dave Lebolt – Synthesizer-Programmierung (Titel 9)
- Max Weinberg – Schlagzeug
- Dale Krantz Rossington – weiblicher Gesang bei 'Don't You Look at Me Like That'
- Chuck Kirkpatrick – Gesang
- John Sambataro – Gesang